# Robert Detweiler
Robert Detweiler, né le 20 juillet 1930 à Centralia (Illinois) et mort le 8 décembre 2003 à Orem, est un rameur d'aviron américain. 

## Carrière
Robert Detweiler participe aux Jeux olympiques de 1952 à Helsinki et remporte la médaille d'or en huit, avec Frank Shakespeare, William Fields, Richard Murphy, James Dunbar, Henry Proctor, Edward Stevens, Charles Manring et Wayne Frye.